# Weltanschauung
Weltanschauung (IPA /ˈvɛlt.anˌʃaʊ.ʊŋ/, letteralmente visione, rappresentazione del mondo) è un termine della lingua tedesca che esprime un particolare concetto filosofico ed epistemologico, spesso applicato in vari altri campi, in primis nella critica letteraria e della storia dell'arte.
Risulta solo parzialmente traducibile in altre lingue, italiano compreso, in quanto la cultura non tedesca non ha espresso un vocabolo che corrisponda a tale concetto.
Essa esprime un concetto di pura astrazione che può essere restrittivamente tradotto con "visione del mondo", "immagine del mondo" o "concezione del mondo" e può essere riferito a una persona, a un gruppo umano o a un popolo, come a un indirizzo culturale o filosofico o a un'istituzione ideologica in generale e religiosa in particolare.
Weltanschauung tende a trovare una collocazione in un ordine generale dell'Universo specialmente in senso filosofico, ma il concetto è stato utilizzato anche in riferimento a elementi di specie, geografici, linguistici e razziali: pertanto, si tratta di un concetto che trascende il singolo e attinge nel collettivo condiviso, e l'uso di questo termine nel linguaggio italiano al posto di "visione del mondo" ha il significato di estendere il concetto a una dimensione sovrapersonale di un determinato punto di vista.
Nonostante i termini tedeschi, contrariamente a molte parole inglesi, non siano entrati nell'uso comune della lingua italiana (vedi però parole italiane con origine germanica) il termine Weltanschauung si ritrova oramai spesso nell'italiano scritto e, seppur meno frequentemente, anche in quello parlato: lo troviamo da tempo in trattazioni di diritto, sociologia, politica, filosofia, psicologia, storia e linguistica.

## Sociologia e linguistica
La ragione del successo e dell'insolito ingresso linguistico del lemma anche in Italia è da ricercarsi nella possibilità di esprimere con un solo termine un concetto complesso. Si ritiene infatti che la frase "visione del mondo" sia troppo semplificatrice se usata in contesti complessi. Di seguito, con il metodo della linguistica cognitiva, ci serviremo di due esempi di uso in lingua originale del termine in esame.
Il grande psicologo svizzero di lingua tedesca Carl Gustav Jung ha, nei suoi numerosi scritti, fatto molto uso di questo termine per descrivere la profonda trasformazione degli individui allorché in essi cambia la Weltanschauung e come, al contrario, senza cambiare la Weltanschauung diventi spesso impossibile ottenere una reale soluzione alla personale sofferenza psicologica, con ciò significando che spesso per l'individuo è salvifico riunirsi alla parte di sé che ha radici collettive di appartenenza, di specie, di razza e religione e al contempo prendere le distanze dall'ego ristretto e confinato al qui ed ora.
Un altro esempio di uso di questo termine è la sostantivizzazione che se ne fece nel linguaggio del Terzo Reich che introdusse l'espressione Weltanschauungen. Il nazionalsocialismo infatti faceva risalire la propria speciale visione del mondo e quanto messo in opera per trasformarlo a immagine e somiglianza di questa, a un archetipo radicato nella storia e nella mitologia tedesca. L'uso del termine Weltanschauungen nell'indottrinamento degli aspiranti SS permetteva al singolo di prescindere da personali visioni etiche, per poter abbracciare una supposta istintiva (per il popolo tedesco) aderenza agli ideali nazionalsocialisti.

## Filosofia
Il primo uso del termine Weltanschauung è attestato nella Critica del Giudizio (1790) – specificatamente nel ventiseiesimo paragrafo del secondo libro della prima parte – di Immanuel Kant. Successivamente il termine, che è composto da Welt ("mondo") e Anschauung ("concezione, visione"), entrerà prima nella pubblicistica filosofica e letteraria grazie a Schelling, Novalis, Schleiermacher, e poi presso il largo pubblico a designare quella "visione del mondo" che in genere inerisce i temi della metafisica (Dio, Anima, Mondo) e la concezione che l'uomo ha in uno stadio dato della propria conoscenza. Il Wörterbuch der philosophischen Grundbegriffe (1907), il dizionario di filosofia di Friedrich Kirchner, registra il termine senza attribuirlo a chicchessìa, segno che era già nel lessico filosofico del tempo.
La parola Weltanschauung è stata usata dal sociologo Max Weber nel suo saggio L'etica protestante e lo spirito del capitalismo. Il termine è stato usato anche da Wilhelm Dilthey nel 1907 nel III capitolo di Das Wesen der Philosophie (L'essenza della filosofia), al § 2 (Tipi di intuizione filosofica del mondo), dove ne viene data una visione storicistica e idealistica, che si oppone al materialismo e al relativismo. Dilthey si riallaccia a Platone e a Kant come i predecessori più validi di una Weltanschauung idealistica che sembra preferire rispetto a tutte le altre possibili. Egli scrive:
(Das Wesen der Philosophie, III, 2)
Dilthey individua tre tipi principali di Weltanschauung: 1) la Materialistica o Naturalistica, 2) quella dell'Idealismo oggettivo e 3) quella dell'Idealismo della libertà. Così egli poi conclude il capitolo:
(Das Wesen der Philosophie, III, 3)
Anche Karl Jaspers nel suo Psychologie der Weltanschauung, pubblicato nel 1919, ha fatto uso del termine Weltanschauung, visto e interpretato sia per i suoi aspetti psicologici che per i suoi risvolti filosofici (i suoi studi iniziali erano stati infatti di medicina e di psicologia).
Il termine Weltanschauung è utilizzato anche dal filosofo francese Guy Debord nella sua opera "La società dello spettacolo".

## Storia dell'arte
Weltanschauung è un termine utilizzato per definire una certa concezione della visione del mondo e il suo utilizzo si differenzia dal termine "influenza" dandone un significato privo di condizionamento verso terzi.

## Nella cultura di massa
Francesco Guccini è stato uno dei pochi cantautori italiani che ha utilizzato il termine Weltanschauung, nel brano Canzone delle situazioni differenti, contenuto nell'album Stanze di vita quotidiana:
di loro si usa dire "è ancora in gamba".
Mi espose a gesti e a sputi quella Weltanschauung sua stramba
puntando con un indice una rosa.»
Il rapper romano Lowlow cita inoltre la Weltanschauung in Tutti quanti di Gemitaiz, traccia contenuta nel mixtape Quello che vi consiglio vol. 4:
"Ma cambiamo discorso, fammi switchare flow, scusa per la mia hybris, per la mia Weltanschauung".
Il gruppo punk romano Momenti Di Forte Imbarazzo cita la Weltanshauung nel singolo "Pixies" 
"E' un abisso senza fine...La Weltanshauung! sono transeunte come le macchie di Rorschach!"